# Trockenrasen Schildberge
Trockenrasen Schildberge este o arie protejată (arie specială de conservare — SAC, sit de importanță comunitară — SCI) din Germania întinsă pe o suprafață de 5,61 ha, integral pe uscat.

## Localizare
Centrul sitului Trockenrasen Schildberge este situat la coordonatele 53°00′57″N 14°05′37″E / 53.0158°N 14.0936°E.

## Înființare
Situl Trockenrasen Schildberge a fost declarat sit de importanță comunitară în martie 2004.

## Biodiversitate
Situată în ecoregiunea continentală, aria protejată conține 1 habitat natural: Pajiști stepice subpanonice.
La baza desemnării sitului se află un număr nedeclarat de specii protejate.
Pe lângă speciile protejate, pe teritoriul sitului au mai fost identificate 2 specii de plante.